# وگاس پرو
وگاس پرو (به سبک VEGAS Pro که Sony Vegas نیز نامیده می‌شود) یک بسته نرم‌افزاری ویرایش ویدیو برای ویرایش غیر خطی (NLE) است. اولین نسخه وگاس بتا در ۱۱ ژوئن ۱۹۹۹ بود این نرم‌افزار بر روی سیستم عامل‌های ویندوز اجرا می‌شود.
این برنامه که در ابتدا به عنوان یک برنامه ویرایش صدا غیرخطی توسعه یافت، از نسخه ۲٫۰ به یک ویرایشگر صوتی و تصویری غیرخطی تبدیل شد. وگاس پرو دارای قابلیت ویرایش همزمان ویدیو و صدا با پشتیبانی صوتی ۲۴ بیتی/۱۹۲ کیلوهرتز، پشتیبانی از افکت پلاگین VST و دایرکت‌اکس و صدای فراگیر دالبی دیجیتال است.
این نرم‌افزار در ابتدا توسط سونیک فاندری منتشر شد تا اینکه در می ۲۰۰۳ سونی سونیک فاندری را خریداری کرد و سونی کریتیو سافت‌ور را تشکیل داد. در ۲۴ مه ۲۰۱۶، سونی اعلام کرد که وگاس به Magix فروخته شد که نرم‌افزار خلاق VEGAS را تشکیل داد تا به پشتیبانی و توسعه نرم‌افزار ادامه دهد.